# Saint-Martin (Pyrénées-Atlantiques)
Pour les articles homonymes, voir Saint-Martin.
Saint-Martin est une ancienne commune française du département des Pyrénées-Atlantiques. Le 18 avril 1842, la commune fusionne avec Autevielle et Bideren pour former la nouvelle commune de Autevielle-Saint-Martin-Bideren.

## Géographie
Saint-Martin fait partie du Lauhire.

## Toponymie
Le toponyme Saint-Martin apparaît sous les formes 
Sent-Marti (1376, montre militaire de Béarn), 
Sent-Marthin (1379, titres de Béarn) et 
Sent-Marthii de Garanhoo (1385, censier de Béarn).
Son nom béarnais est Sent Martin.

## Histoire
Paul Raymond note qu'en 1385, Autevielle et Saint-Martin comptaient conjointement 11 feux et dépendaient du bailliage de Sauveterre.

## Démographie
| 1793 | 1800 | 1806 | 1821 | 1831 | 1836 |
| ---- | ---- | ---- | ---- | ---- | ---- |
| 114  | 94   | -    | 137  | 122  | 124  |

## Culture et patrimoine

### Patrimoine religieux
L'église Saint-Martin date de la fin du XIXe siècle.

## Pour approfondir